# М'ясний рулет

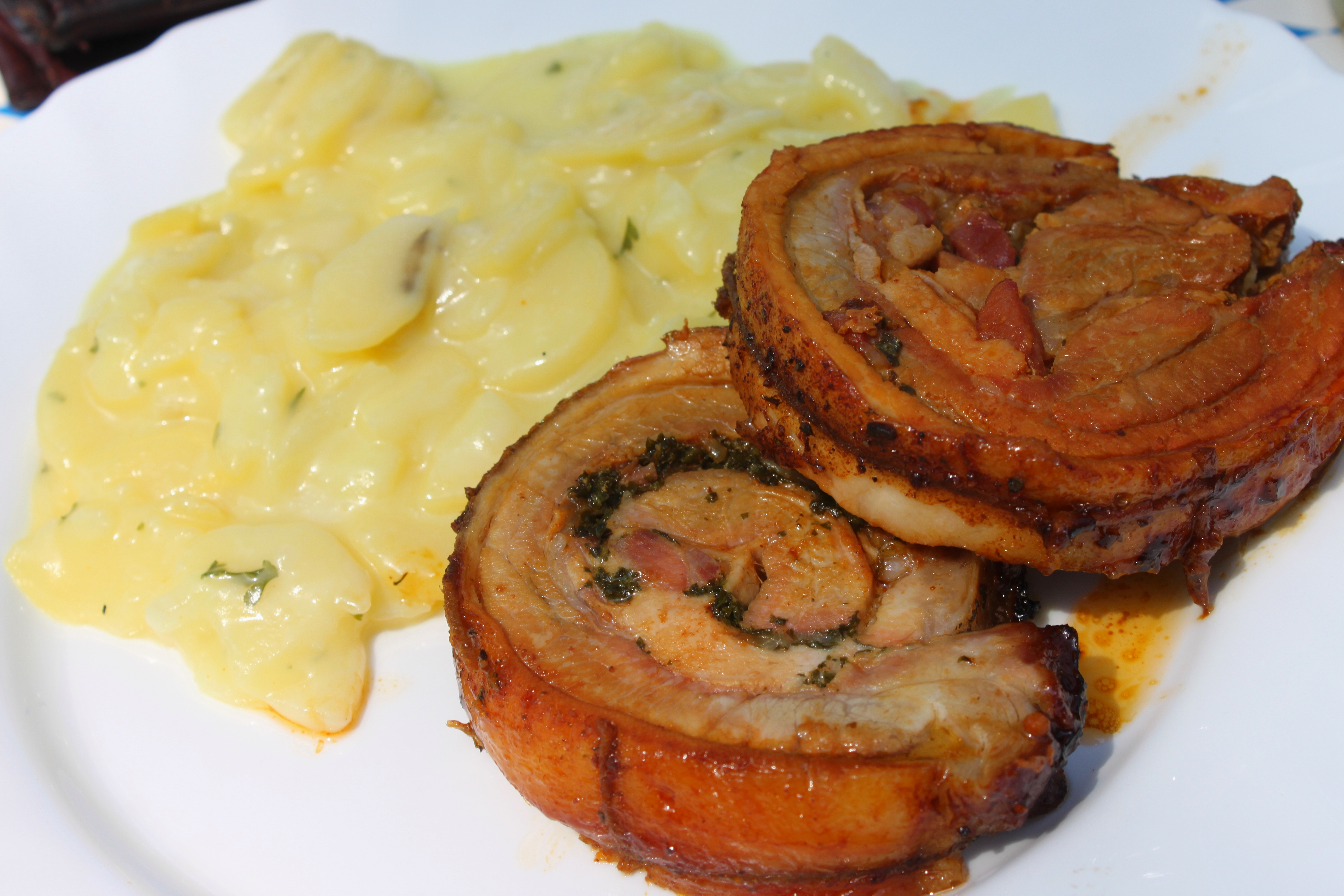
Німецький свинячий рулет зі шкіркою, сервірований з картопляним салатом

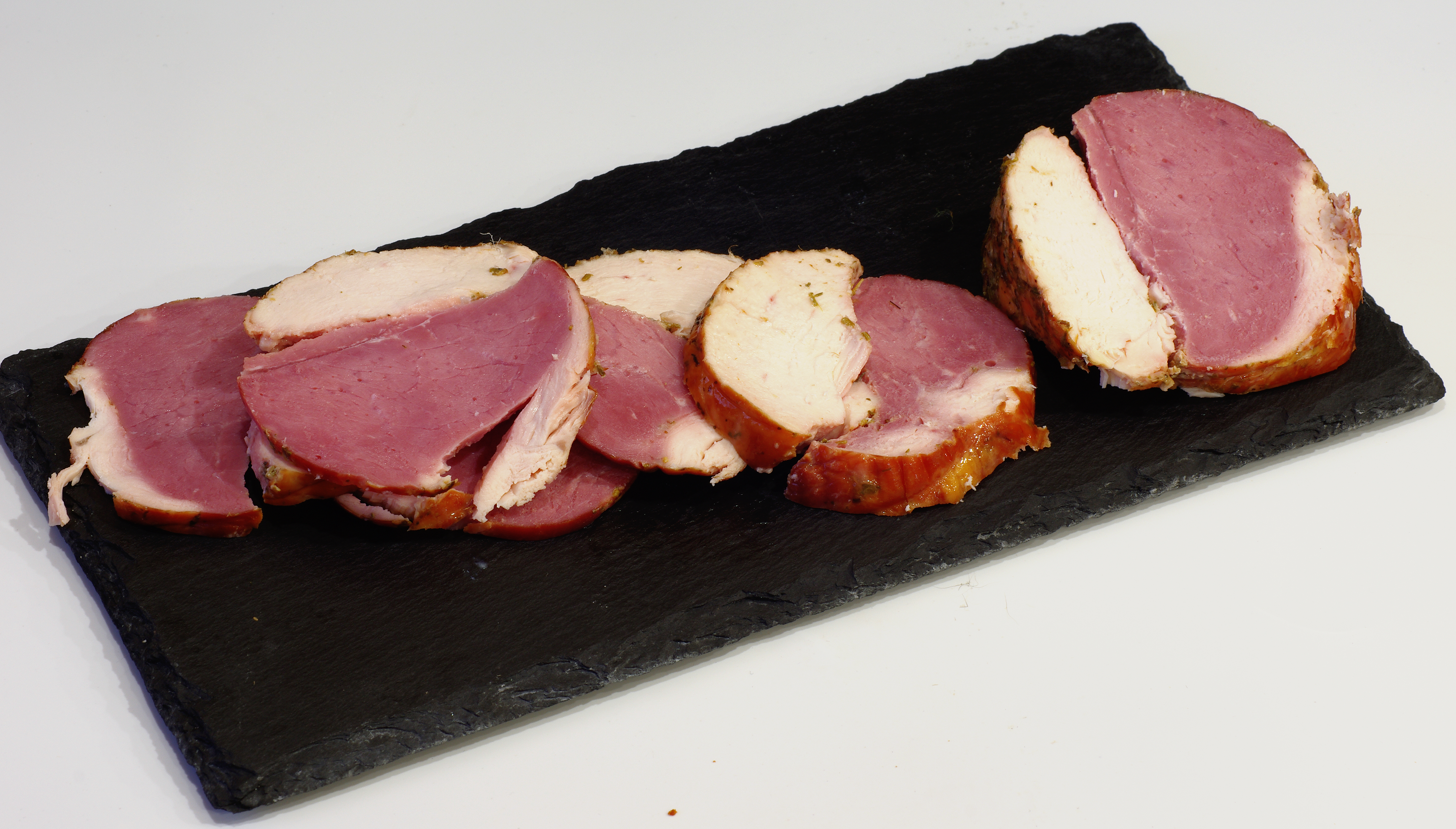
Курячо-яловичий рулет промислового виробництва

М'ясний рулет — варений, варено-копчений або сирокопчений м'ясний продукт промислового та домашнього виробництва згорнутий у трубкоподібну форму з посолених тазостегнових і плечолопаткових частин свинячої, яловичої або баранячої туші, а також м'яса птиці. М'ясний рулет сервірують порізаними на скибочки в якості холодної закуски і в других стравах у смаженому вигляді. Рублені м'ясні рулети запікають у формі батона фаршированими різноманітною начинкою: макаронами, вареним яйцем, грибами чи овочами. У західноєвропейській кухні і, особливо німецькій, м'ясні рулети поширені як форма печені, часто з начинкою з фаршу, шинки або шпигу. Яловичі рулетики — найулюбленіша страва німців відразу після смаженої картоплі.